# Hypognatha elaborata
Hypognatha elaborata là một loài nhện trong họ Araneidae.
Loài này thuộc chi Hypognatha. Hypognatha elaborata được Arthur Merton Chickering miêu tả năm 1953.